# Ô tác mào đỏ
Ô tác mào đỏ (danh pháp khoa học: Lophotis ruficrista) là một loài chim trong họ Ô tác. Ô tác mào đỏ sinh sống ở in Angola, Botswana, Eswatini, Mozambique, Namibia, Nam Phi, Zambia, và Zimbabwe.

## Hình ảnh

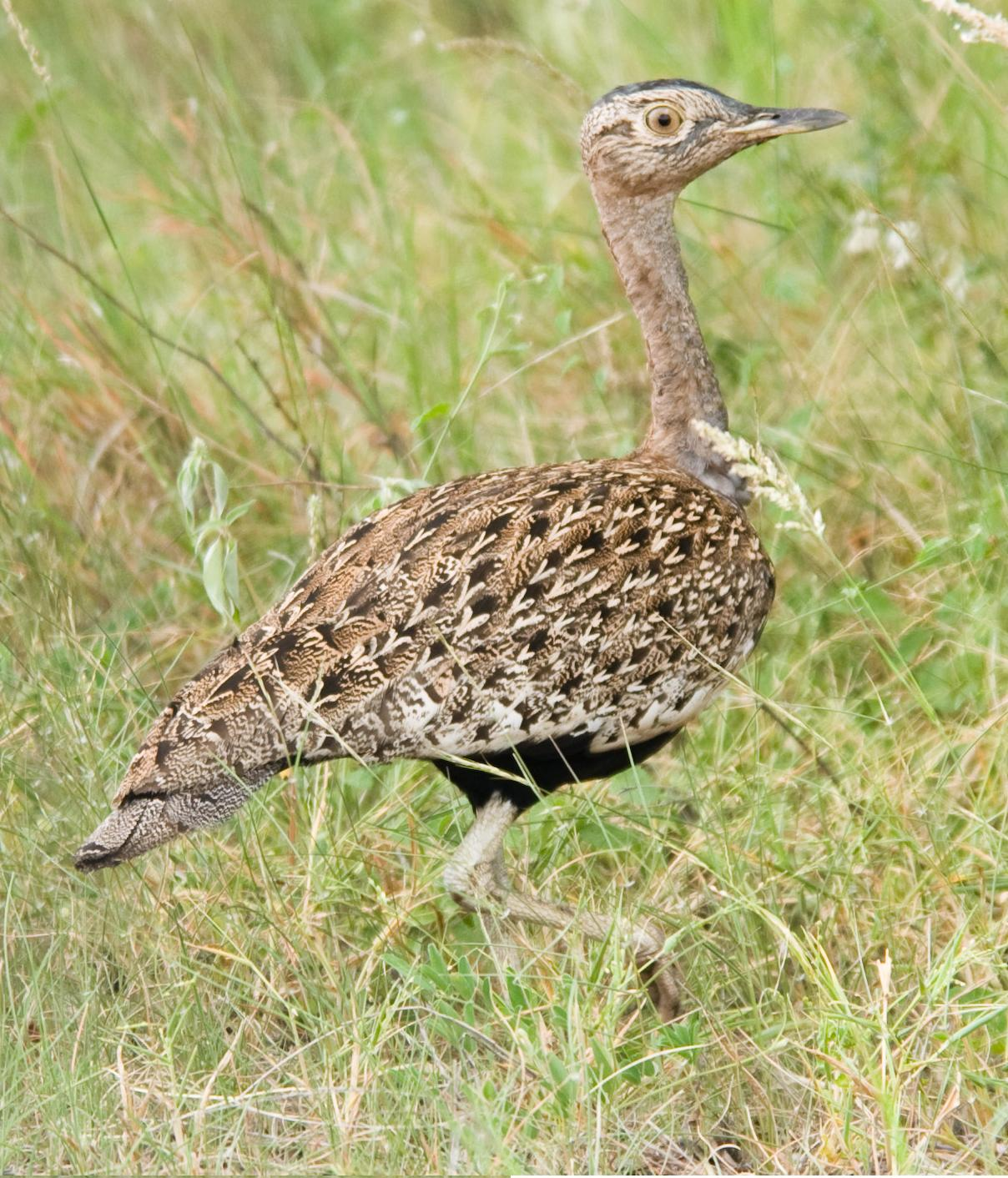
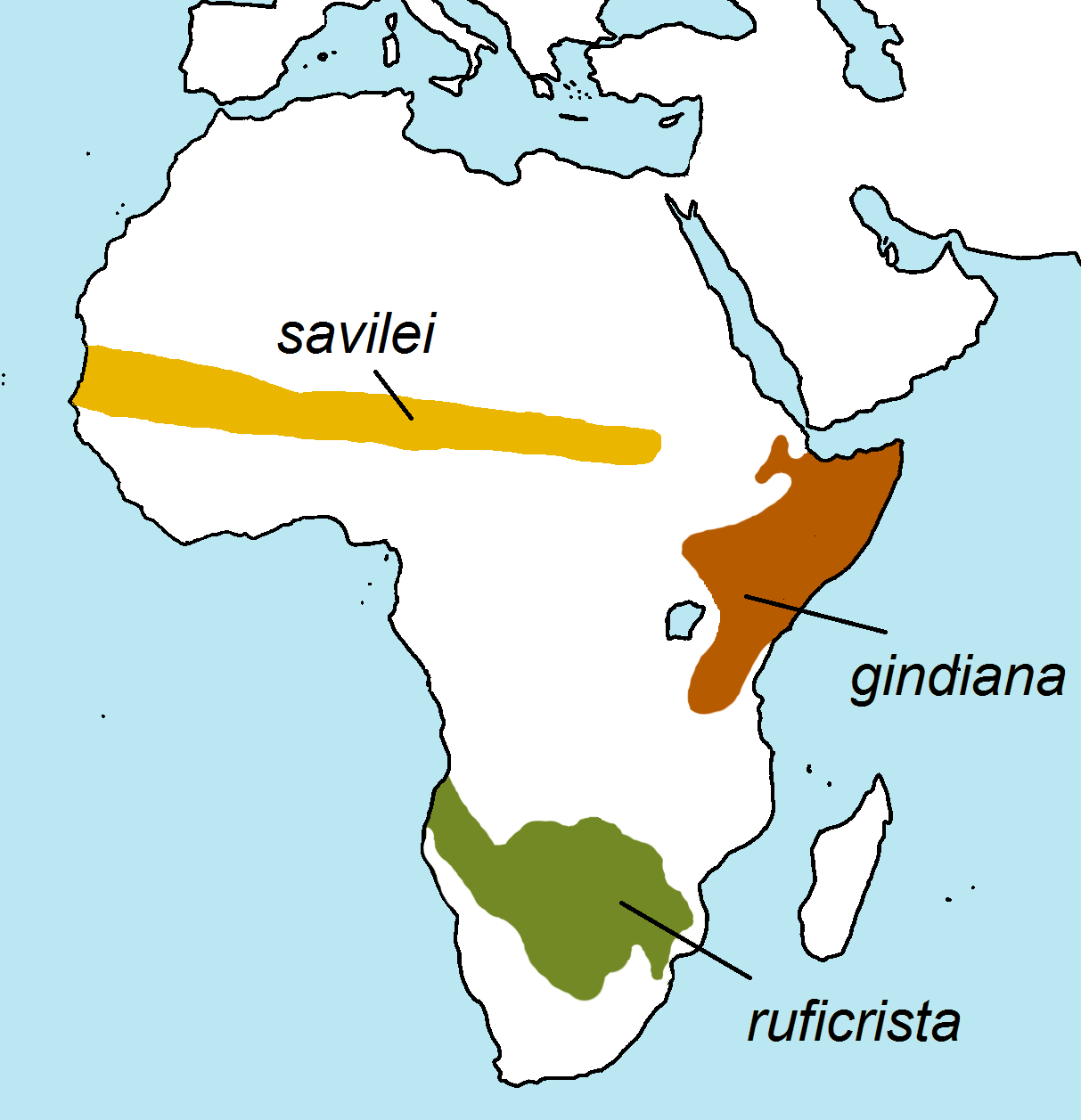
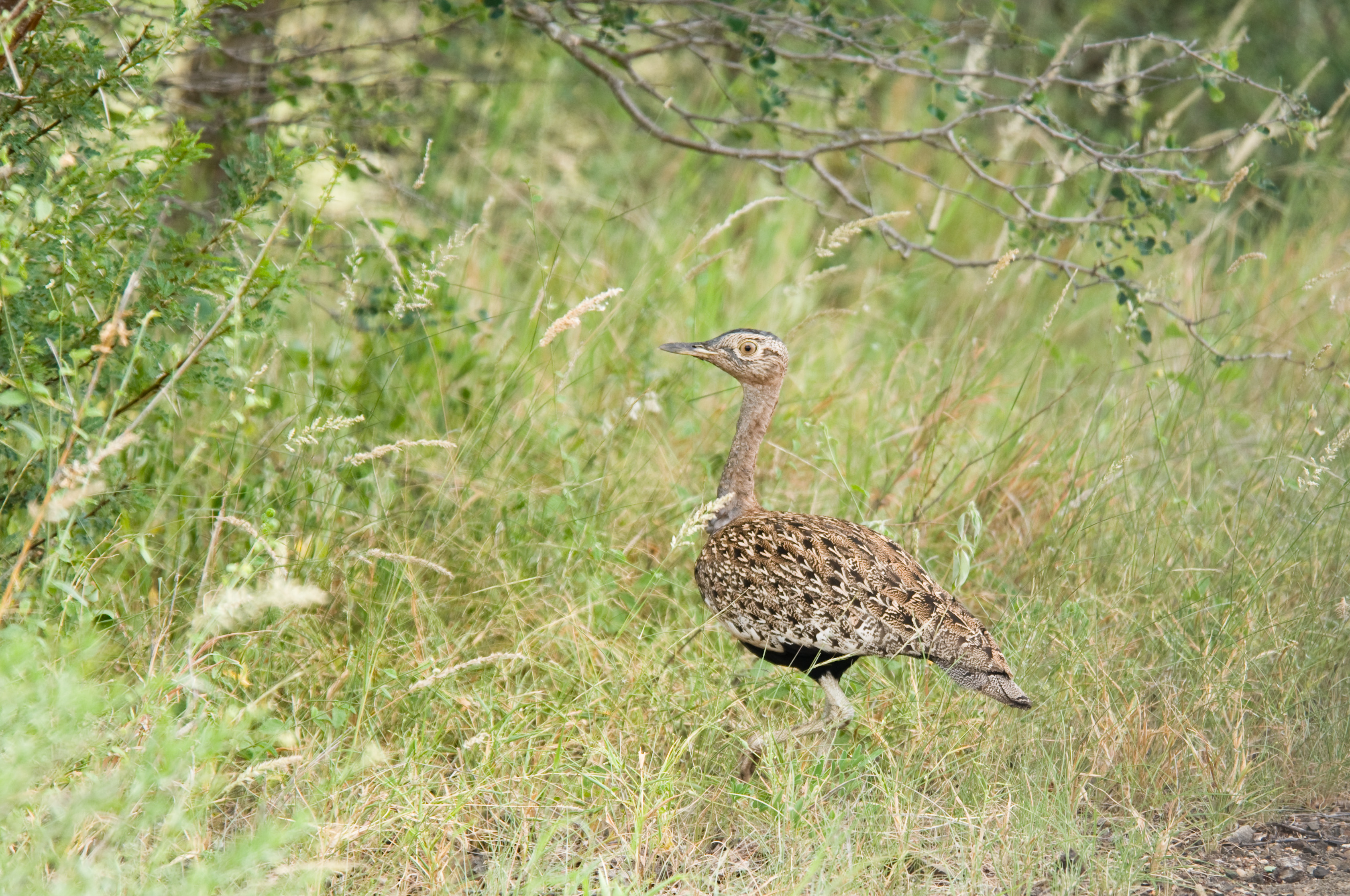
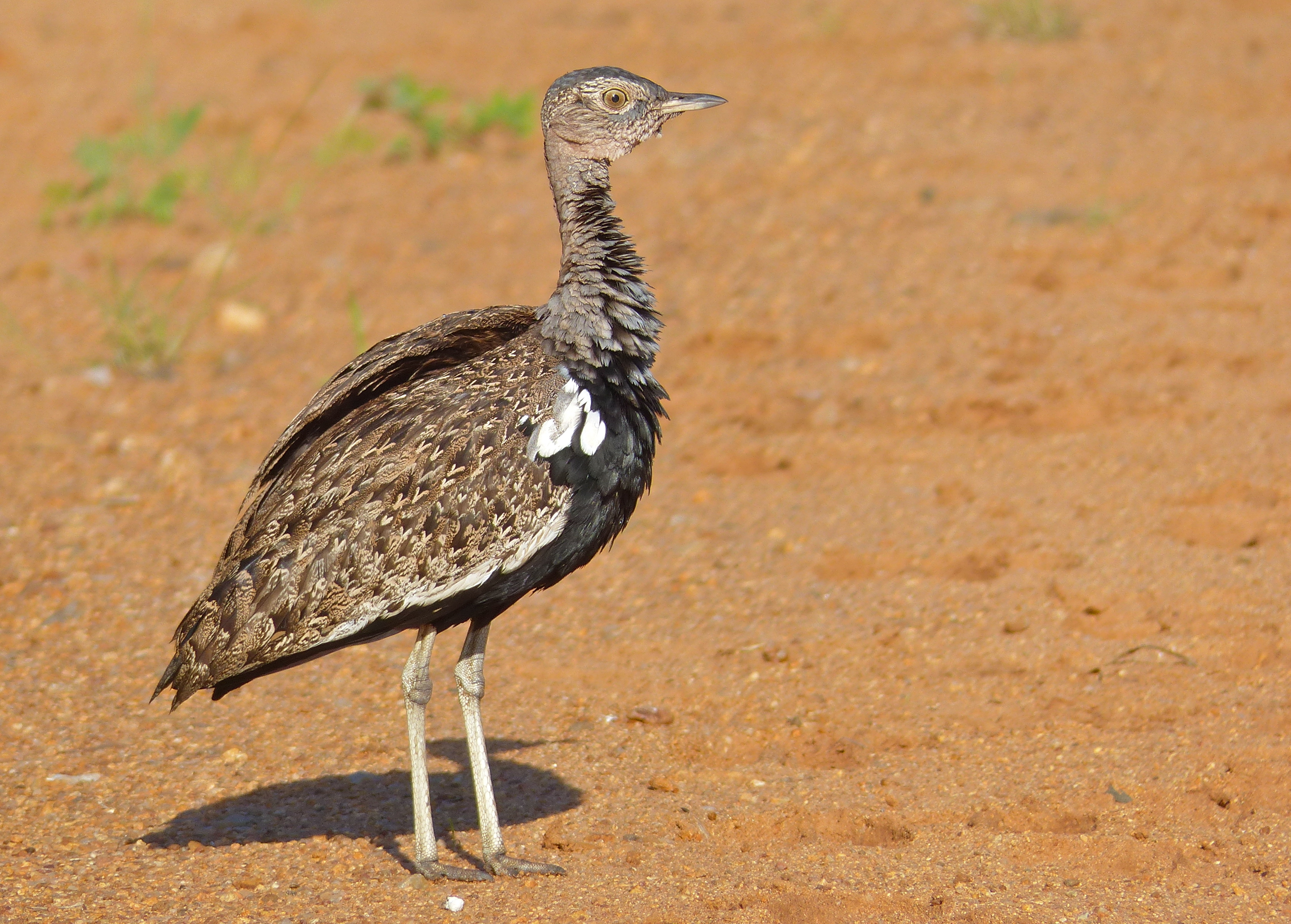